# Eulimnichus langleyae
Eulimnichus langleyae är en skalbaggsart som beskrevs av Wooldridge 1979. Eulimnichus langleyae ingår i släktet Eulimnichus och familjen lerstrandbaggar. Inga underarter finns listade i Catalogue of Life.